# توماس نيلسون بيج
توماس نيلسون بيج (بالإنجليزية: Thomas Nelson Page) (23 أبريل 1853، مقاطعة هانوفر في الولايات المتحدة - 1 نوفمبر 1922، مقاطعة هانوفر في الولايات المتحدة)؛ كاتِب ومؤلِّف، دبلوماسي، شاعر، محامي وروائي أمريكي.

## روابط خارجية
- توماس نيلسون بيج على موقع IMDb (الإنجليزية)
- توماس نيلسون بيج على موقع الموسوعة البريطانية (الإنجليزية)
- توماس نيلسون بيج على موقع إن إن دي بي (الإنجليزية)